# Saint-Hilaire (Doubs)
Saint-Hilaire település Franciaországban, Doubs megyében. Lakosainak száma 155 fő (2022. január 1.). Saint-Hilaire L’Écouvotte, Breconchaux, Le Puy, Roulans és Vennans községekkel határos.

## Népesség
A település népessége az elmúlt években az alábbi módon változott:
| Lakosok száma | 56   | 59   | 48   | 130  | 161  | 160  | 160  | 157  | 157  | 155  |
|               | 1968 | 1982 | 1990 | 2006 | 2013 | 2015 | 2017 | 2019 | 2020 | 2022 |